# Blow Away
Blow Away è un brano musicale scritto ed interpretato da George Harrison, primo singolo estratto dal suo omonimo album del 1979. La canzone raggiunse la posizione numero 51 nella classifica britannica (prima posizione di rilievo in classifica per Harrison sin da You del 1975, che aveva raggiunto la posizione numero 38). Negli Stati Uniti e in Canada il singolo ebbe anche maggiore successo piazzandosi alle posizioni numero 16 e 7, rispettivamente.

## Il brano
Si tratta di una delle canzoni più celebri del George Harrison solista, ma anche di uno dei suoi brani più semplici e commerciali. Blow Away venne scritta durante un giorno di pioggia (ecco perché il primo verso cita le nuvole), e fu inclusa nella colonna sonora del film Suore in fuga, una commedia con Eric Idle e Robbie Coltrane, grazie alla sua melodia accattivante.
Blow Away è stata inclusa nelle raccolte di Harrison Best of Dark Horse 1976-1989 (1989), e Let It Roll: Songs by George Harrison (2009).

### Riconoscimenti
Nel 2010, un sondaggio radiofonico ha sancito Blow Away come una delle "10 migliori canzoni di George Harrison", classificando il brano in seconda posizione, alle spalle solo di My Sweet Lord.

## Tracce singolo
1. Blow Away (George Harrison) - 4:00
2. Soft Touch (George Harrison) - 3:59